# Autoroute A52 (Italie)

Situation de l'agglomération de Milan

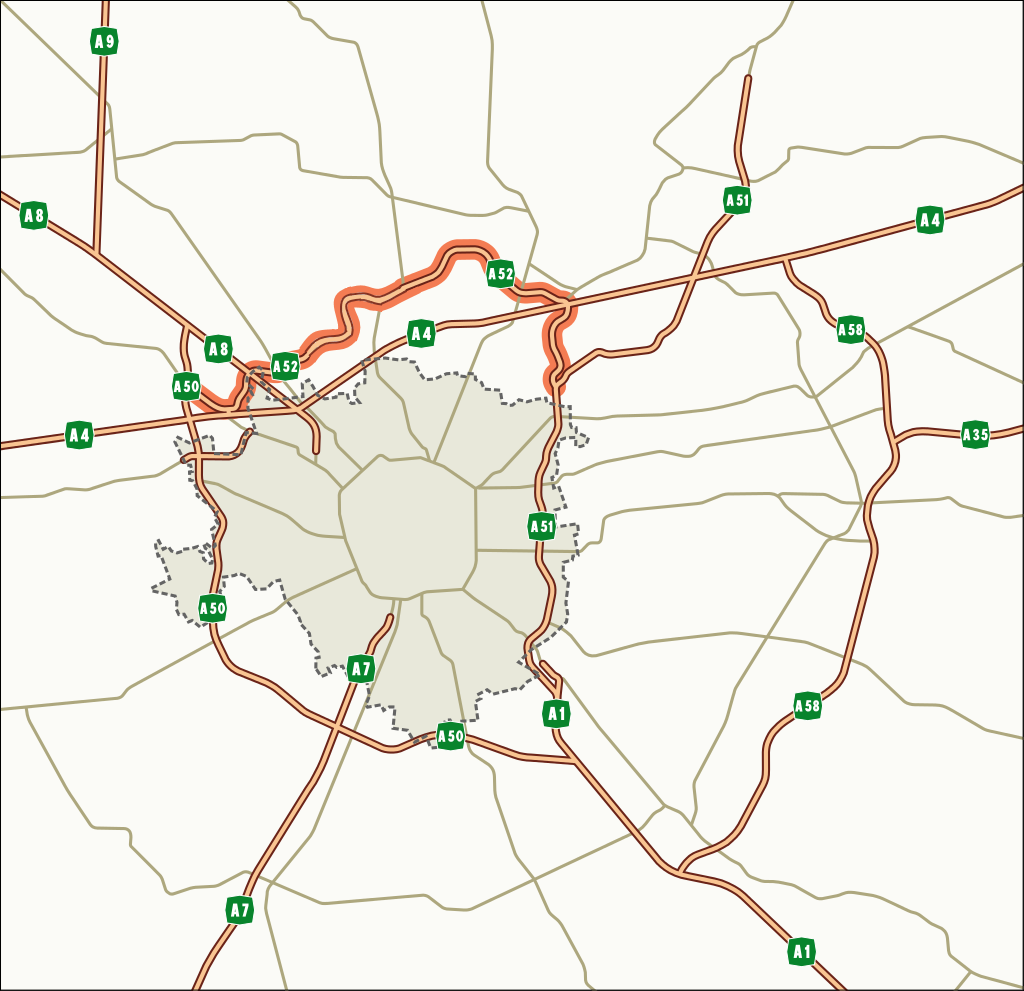
Tracé de la tangenziale Nord de Milan A52

Pour les articles homonymes, voir A52.
L'autoroute 52 ou A52 correspond au périphérique Nord de Milan (ou Tangenziale Nord di Milano). Cette autoroute italienne fut construite en 1994 et est actuellement longue de 12,9 km. Avec l'A50 (tangenziale Ovest di Milano) et l'A51 (tangenziale Est di Milano) elle compose le système périphérique de la ville long de 74 km où transitent chaque jour plus de 80 000 véhicules.

## Parcours
| A52 PÉRIPHÉRIQUE NORD DE MILAN |                                                                            |      |      |          |
| Type                           | Indications                                                                | ↓km↓ | ↑km↑ | Province |
|                                | Tangenziale Est                                                            | 0,0  | 12,9 | MI       |
|                                | Sesto San Giovanni Sud                                                     | 1,0  | 12,0 | MI       |
|                                | Sesto San Giovanni MM1 Sesto Marelli                                       | 3,0  | 10,0 | MI       |
|                                | Péage de Sesto San Giovanni péage 1,60€                                    | 3,7  | 9,3  | MI       |
|                                | Turin - Venise                                                             | 4,3  | 8,7  | MB       |
|                                | Monza Sant'Alessandro                                                      | 4,6  | 8,4  | MB       |
|                                | Monza Centro MM1 Sesto I Maggio                                            | 5,3  | 7,7  | MB       |
|                                | Cinisello Balsamo Robecco                                                  | 5,8  | 7,2  | MB       |
|                                | Monza - Villa Reale SS 36 Lecco-Colico Cinisello Balsamo - Milan V.le Zara | 6,5  | 6,5  | MB       |
|                                | SP 151 Cinisello Balsamo Nord Muggiò                                       | 8,0  | 5,0  | MI       |
|                                | SP 131 Nova Milanese                                                       | 9,5  | 3,5  | MB       |
|                                | Aire de services Cinisello Balsamo Nord                                    | 10,5 |      | MI       |
|                                | SP 9 Paderno Dugnano Cusano Milanino                                       | 11,5 | 1,5  | MI       |
|                                | Superstrada Milan-Meda (it)                                                | 12,9 | 0,0  | MI       |